# 2022 au Canada
Pour un article plus général, voir Chronologie du Canada.
Cet article traite des événements qui se sont produits durant l'année 2022 au Canada.

## Événements

### Janvier 2022
- 5 janvier : Santé Canada légalise les drogues psychédéliques à des fins thérapeutiques soit la psilocybine et la MDMA[1].
- 15 janvier (jusqu'au 30 janvier) : Confinement au Nouveau-Brunswick[2]
- 22 au 28 janvier : Des camionneurs de tout le pays convergent vers Ottawa (convoi de la liberté) pour contester la vaccination obligatoire.
- 29 janvier : 
  - Manifestation sur la colline du parlement contre la vaccination obligatoire dans l'industrie du camionnage (jusqu'au 20 février[3]).
  - Blocus du poste frontalier de Coutts (jusqu'au 14 février[4])

### Février 2022
- 7 février (jusqu'au 13 février[5]) : Blocus du poste frontalier et du pont Ambassadeur, à Windsor, par des manifestants[6].
- 9 février : Fin du passeport vaccinal en Alberta[7],[8]
- 10 février (jusqu'au 16 février[9]) : Blocus au poste frontalier d'Emerson
- 11 février : L'Ontario déclare l'état d'urgence lié au convoi de la liberté
- 14 février : 
  - Le gouvernement canadien invoque la Loi sur les mesures d'urgence pour mettre fin aux manifestations à travers le pays[10].
  - Fin du passeport vaccinal en Saskatchewan[11]
- 15 février : Naufrage du navire de pêche espagnol Villa de Pitanxo à 460 kilomètres de Terre-Neuve[12]. Le bilan est de 3 survivants, 9 morts, et 12 disparus.
- 23 février :
  - Le gouvernement canadien révoque la Loi sur les mesures d'urgence[13]
  - L'Ontario met fin à l'état d'urgence lié au convoi de la liberté[14]
- 28 février : 
  - Fin du passeport vaccinal au Nouveau-Brunswick[15]
  - Fin du passeport vaccinal en Nouvelle-Écosse[16]
  - Fin du passeport vaccinal à l'Île-du-Prince-Édouard[17]
  - Fin du port du masque et des restrictions sanitaires liées à la Covid-19 en Saskatchewan[18],[19]

### Mars 2022
- 1er mars : 
  - Fin du passeport vaccinal en Ontario[20]
  - Fin du passeport vaccinal au Manitoba[21]
  - Fin du passeport vaccinal et autres mesures sanitaires aux Territoires du Nord-Ouest[22]
  - Fin du port du masque et autres mesures sanitaires en Alberta
  - Championnats du monde juniors de ski alpin au Panorama Mountain Village (jusqu'au 9 mars)
- 11 mars : Fin du port du masque en Colombie-Britannique[23]
- 12 mars : Fin du passeport vaccinal et autres mesures sanitaires au Québec[24]
- 13 mars : Classique héritage de la LNH au Tim Hortons Field à Hamilton
- 14 mars : 
  - Fin des restrictions sanitaires liées à la Covid-19 au Nouveau-Brunswick
  - Fin des restrictions sanitaires liées à la Covid-19 à Terre-Neuve-et-Labrador[25]
- 15 mars : 
  - Le président ukrainien, Volodymyr Zelensky, s'adresse au parlement canadien[26].
  - Fin du port du masque au Manitoba
- 18 mars : Fin des restrictions sanitaires liées à la Covid-19 au Yukon[27]
- 21 mars : 
  - Fin des restrictions sanitaires liées à la Covid-19 en Nouvelle-Écosse
  - Fin du port du masque en Ontario[28]
- 27 mars : Qualification de l'équipe du Canada de soccer à la coupe du monde de football 2022 en défaisant la Jamaïque 4-0 au BMO Field à Toronto[29]. Une première en 36 ans pour le Canada soit depuis la coupe du monde de football de 1986.

### Avril 2022
- 1er avril : 
  - Le pape François présente ses excuses aux Autochtones canadiens pour les mauvais traitements qu'ils ont subis de la part de membres de l’Église catholique[30].
  - Les personnes voulant arriver ou rentrer au Canada n'auront plus besoin d'obtenir un test négatif à la Covid-19[31].
- 8 avril : Fin du passeport vaccinal en Colombie-Britannique
- 11 avril : Le Nunavut met fin à l'état d'urgence lié à la Covid-19[32]
- 25 avril : Les enfants de 5 à 11 ans non vaccinés, ou partiellement vaccinés, accompagnés d'un adulte entièrement vacciné, n'auront plus à subir de test de dépistage de la Covid-19 préalable à l'entrée au Canada[33].
- 27 avril : 
  - Fin des restrictions sanitaires liées à la Covid-19 en Ontario[34]
  - Le Canada est le premier pays à recueillir et à publier des données sur la diversité de genre provenant d'un recensement national[35].
- 28 avril : 
  - Fin du port du masque à l'Île-du-Prince-Édouard[36]
  - Arrestation de Abilaziz Mohamed soit le fugitif le plus recherché au pays[37]
- 30 avril : 
  - Chasse à l'ours blanc à Sainte-Madeleine-de-la-Rivière-Madeleine[38], l'animal sera abattu le jour suivant[39]. Cet événement est qualifié de phénomène extrêmement rare[40].
  - Le chef spirituel de l'église anglicane et archevêque de Canterbury, Justin Welby, s'excuse au nom de l'église pour son rôle dans les pensionnats autochtones[41].

### Mai 2022
- 14 mai : Fin du port du masque au Québec[42]
- 18 mai : Jason Kenney démissionne de son poste de chef du Parti conservateur uni tout en demeurant premier ministre de l'Alberta[43]
- 19 mai : Le Canada bannit Huawei dans le développement de la 5G au pays[44].
- 21 mai : Une tempête type derecho[45] balaye le corridor Québec-Windsor provoquant des dommages matériaux, des pannes d'électricité et 10 morts[46],[47]. Également, une tornade EF2 frappe Uxbridge[48].
- 23 mai : Atterrissage du premier vol charter, organisé par le gouvernement fédéral, de réfugiés ukrainiens à Winnipeg[49].
- 27 mai : Le Canada rapporte 10 nouveaux cas de variole du singe portant ainsi le nombre total de cas à 26 dans le pays[50].

### Juin 2022
- 2 juin : Élections générales ontariennes, Doug Ford obtient un second mandat de gouvernement majoritaire[51] malgré un taux d'abstention historique[52].
- 11 juin (jusqu'au 15 juillet) : Suspension temporaire des tests aléatoires obligatoires pour les gens vaccinés qui rentrent au pays[53],[54].
- 17 au 19 juin : Grand Prix automobile du Canada[55]
- 20 juin : 
  - Suspension de l’obligation vaccinal pour prendre l’avion et le train[56].
  - Le Canada et le Danemark signent un accord pour se partager l'île Hans[57].
  - 104e édition de la Coupe Memorial à Saint-Jean au TD Station (jusqu'au 29 juin).
- 28 juin : John Horgan, premier ministre de la Colombie-Britannique et chef du Nouveau Parti démocratique de la Colombie-Britannique, annonce sa démission et restera en poste jusqu'à l'élection d'un successeur[58].

### Juillet 2022
- 7 et 8 juillet : Repêchage d'entrée dans la LNH à Montréal au Centre Bell
- 9 juillet : Panne majeure chez Rogers Communications à travers le pays[59].
- 11 juillet : Le gouvernement canadien présente des excuses officielles aux soldats noirs du 2e bataillon de construction[60].
- 23 juillet : Trois tornades frappent Saint-Adolphe-d'Howard[61]
- 24 au 30 juillet : Visite du pape François à Edmonton, Iqaluit et Québec[62].
- 25 au 31 juillet : Championnats du monde de magie à Québec[63]

### Août 2022
- 9 au 20 août : Championnat du monde junior de hockey sur glace à Edmonton au Rogers Place
- 28 août : Dévoilement du premier plan d’action fédéral 2ELGBTQI+ du Canada[64].

### Septembre 2022
- 1er septembre : Michelle O'Bonsawin devient la première personne d'origine autochtone à siéger à la Cour suprême du Canada[65].
- 4 septembre : Attaque au couteau en Saskatchewan, le bilan est de 11 morts et 19 blessés[66],[67].
- 8 septembre : 
  - Décès de la reine du Canada Élisabeth II[68], Charles III lui succède[69].
  - Sandy Silver, premier ministre du Yukon et chef du Parti libéral du Yukon, annonce sa démission[70].
- 10 septembre : 
  - Course à la chefferie du Parti conservateur du Canada: Pierre Poilievre est élu comme nouveau chef[71].
  - Proclamation officielle de Charles III comme nouveau chef d'État[72].
- 24 septembre : Passage de la tempête post-tropicale Fiona dans l'est du pays, elle devient la tempête la plus coûteuse de l'histoire du Canada ainsi elle succède à Juan.
- 30 septembre : 
  - Fin de l'obligation vaccinale contre la Covid-19 aux frontières[73].
  - La Société canadienne du sang accepte les dons de sang des hommes homosexuels[74].

### Octobre 2022
- 3 octobre : Élections générales québécoises, François Legault obtient un deuxième mandat[75].
- 6 octobre : Course à la chefferie du Parti conservateur uni: Danielle Smith est élue comme nouvelle cheffe du parti[76].
- 11 octobre : Danielle Smith devient officiellement première ministre de l'Alberta[77].
- 16 octobre : Le gouvernement fédéral publie ses premières directives sur l’écriture inclusive en français[78].
- 20 octobre : Course à la chefferie du Nouveau Parti démocratique de la Colombie-Britannique: David Eby est élu comme nouveau chef du parti et nouveau premier ministre de la Colombie-Britannique[79].

### Novembre 2022
- 12 novembre : Melanie Vogel, une randonneuse allemande, est devenue la première femme à marcher d'un océan à l'autre à travers le Canada[80].
- 14 novembre : La Gendarmerie royale du Canada arrête Yueshang Wang, un employé d'Hydro-Québec qui aurait obtenu des secrets industriels pour le compte de la Chine[81].

### Décembre 2022
- 4 décembre : Héma-Québec accepte les dons de sang des hommes homosexuels[82].
- 5 au 17 décembre: Montréal accueille la COP15 de l'ONU sur la biodiversité[83].
- 9 décembre : Le Québec est la première province à rendre facultatif le serment à la couronne britannique pour siéger à l'Assemblée nationale[84].
- 26 décembre (jusqu'au 5 janvier 2023) : Championnat du monde junior de hockey sur glace à Halifax et Moncton

## À surveiller
- Coupe Hlinka-Gretzky à Edmonton et Red Deer

## Décès en 2022
- 7 janvier : 
  - Raymond Malenfant, homme d'affaires
  - Eberhard Zeidler, architecte
- 10 janvier : Ian Greenberg, homme d'affaires
- 15 janvier : 
  - Jean-Claude Lord, réalisateur
  - Alexa McDonough, femme politique
- 16 janvier : 
  - Michael Brecher, politologue et professeur
  - Georges Pelletier, médecin et professeur
- 17 janvier : Karim Ouellet, auteur-compositeur-interprète
- 21 janvier : Clark Gillies, joueur professionnel de hockey sur glace
- 22 janvier : René Gagnon, peintre
- 25 janvier : Jean-Claude Corbeil, linguiste et professeur
- 31 janvier : Mike Nykoluk, joueur professionnel et entraineur de hockey sur glace
- 4 février : Donald Johnston, homme politique
- 12 février : Ivan Reitman, réalisateur
- 14 février : Hubert de Ravinel, animateur et écrivain
- 17 février : 
  - Marc Hamilton, chanteur
  - Ginette Ravel, chanteuse
  - François Ricard, essayiste
- 19 février : Emile Francis, joueur professionnel et entraineur de hockey sur glace
- 20 février : Réal Ouellet, écrivain et professeur
- 4 mars : 
  - Jean-Guy Guilbault, homme politique
  - Bill Phipps, chef religieux et militant
- 11 mars : Yves Trudel, acteur
- 12 mars : Gary Gresdal, joueur professionnel de hockey sur glace
- 15 mars : Jean Potvin, joueur professionnel de hockey sur glace
- 16 mars : Pete Ward, joueur professionnel de baseball
- 21 mars : Lawrence Dane, acteur, scénariste et réalisateur
- 26 mars : 
  - Claudette Bradshaw, femme politique
  - Gabriel Hudon, terroriste
- 28 mars : Eugene Melnyk, homme d'affaires
- 29 mars : Cécile Mulaire, écrivaine
- 5 avril : 
  - Boris Brott, chef d'orchestre et violoniste
  - David Kilgour, homme politique
  - Bjarni Tryggvason, astronaute
- 7 avril : Micheline Lachance, écrivaine et journaliste
- 10 avril : Desai Williams, athlète et spécialiste du sprint
- 13 avril : Tom McCarthy, joueur professionnel et entraineur de hockey sur glace
- 15 avril : Michael Bossy, joueur professionnel de hockey sur glace
- 17 avril : Paolo Noël, chanteur, animateur et acteur
- 19 avril : John McKay, mathématicien
- 21 avril : André Richard, acteur
- 22 avril : Guy Lafleur, joueur professionnel de hockey sur glace
- 26 avril : Julie Daraîche, chanteuse
- 5 mai : Kenneth Welsh, acteur
- 6 mai : Gisèle Dufour, actrice
- 8 mai : André Arthur, animateur et homme politique
- 14 mai : 
  - François Blais, écrivain
  - James Francis Edwards, pilote de chasse
- 16 mai : Hilarion, primat de l'église orthodoxe russe hors-frontières de 2008 à 2022
- 17 mai : Robert Bertrand, homme politique
- 18 mai : Werner Israel, physicien
- 21 mai : Jane Haist, athlète spécialiste en lancer du poids et lancer du disque
- 29 mai : Ronnie Hawkins, chanteur et acteur
- 5 juin : 
  - Peter Ascherl, joueur professionnel de hockey sur glace
  - Christopher Pratt, peintre et graveur
- 6 juin : Eric Nesterenko, joueur professionnel et entraineur de hockey sur glace
- 17 juin : Nicole Tomczak-Jaegermann, mathématicienne
- 2 juillet : Laurent Noël, prêtre catholique et évêque du diocèse de Trois-Rivières
- 3 juillet : Irving Abella, auteur, historien et professeur
- 4 juillet : Patrick Watson, acteur
- 7 juillet : Rod Zaine, joueur professionnel de hockey sur glace
- 8 juillet : Denis Brière, ingénieur forestier, professeur et administrateur
- 10 juillet : Maurice Boucher, motard criminel
- 13 juillet : Pierre Marcotte, animateur et homme d'affaires
- 18 juillet : Larry Jeffrey, joueur professionnel de hockey sur glace
- 27 juillet : 
  - Gisèle Lalonde, femme politique
  - Burt Metcalfe, acteur et réalisateur
- 2 août : Clayton Ruby, avocat
- 3 août : Terry Caffery, joueur professionnel de hockey sur glace
- 6 août : Claude Aubin, pilote automobile
- 7 août : Bill Graham, homme politique  (º 17 mars 1939)
- 17 août : Mabel Deware, femme politique et curieuse
- 18 août : 
  - Marcel Brisebois, animateur et professeur
  - Armand Couture, ingénieur
- 24 août : Paul Knox, joueur professionnel de hockey sur glace
- 25 août : Orval Tessier, joueur professionnel et entraineur de hockey sur glace
- 28 août : Roger Giguère, acteur
- 29 août : Pat McGeer, physicien et neurologiste
- 31 août : Normand Chaurette, dramaturge
- 2 septembre : Denis Berthiaume, universitaire
- 8 septembre : Élisabeth II, reine du Canada
- 9 septembre : Clive Tanner, homme politique
- 15 septembre : Jeanne Renaud, danseuse
- 18 septembre : Diane Guérin, chanteuse et actrice
- 24 septembre : Bill Blaikie, homme politique
- 2 octobre : Robert Leroux, sociologue
- 4 octobre : 
  - Gordon Beattie Martin, commentateur sportif et homme politique
  - Dave Dryden, joueur professionnel de hockey sur glace
  - Peter Robinson, écrivain
- 8 octobre : André Chagnon, homme d'affaires
- 11 octobre : André Brassard, metteur en scène et réalisateur
- 14 octobre : Étienne Gaboury, architecte
- 19 octobre : Jacques Brault, poète, auteur et professeur
- 20 octobre : Blanche Lemco, architecte
- 22 octobre : 
  - Rodney Graham, artiste contemporain
  - Lori Saint-Martin, auteure
- 26 octobre : Mike Birch, navigateur
- 30 octobre : Jack Diamond, architecte
- 5 novembre : Ivan Eyre, peintre
- 6 novembre : Peter McNab, joueur professionnel de hockey sur glace
- 11 novembre : Pierre Fournier, scénariste et dessinateur
- 18 novembre : Jean Lapointe, auteur-compositeur-interprète, acteur et sénateur
- 22 novembre : Jean Dumesnil, cardiologue, chercheur et professeur
- 26 novembre : Marcel Lefebvre, metteur en scène, réalisateur et auteur-compositeur
- 27 novembre : Murray Waxman, joueur professionnel de basket-ball
- 2 décembre : Phil Edmonston, homme politique et journaliste
- 12 décembre : Jim Carr, homme politique
- 18 décembre : Carol Teichrob, femme politique et agricultrice
- 19 décembre : Don McKenney, joueur professionnel de hockey sur glace
- 23 décembre : Michael Marrus, historien

#### Articles sur l'année 2022 au Canada
- Pandémie de Covid-19 au Canada
- Convoi de la liberté
- Canada aux Jeux olympiques d'hiver de 2022
- Jubilé de platine d'Élisabeth II

#### L'année sportive 2022 au Canada
- Championnat canadien de soccer 2022
- Coupe Memorial 2022
- Major League Soccer 2022
- Saison 2022 du CF Montréal
- Première ligue canadienne 2022
- Saison 2022 de la Ligue canadienne de football
- Saison 2022 de la Première ligue de soccer du Québec
- Saison 2022 de la Super League
- Saison 2021-2022 des Raptors de Toronto
- Saison 2022-2023 des Raptors de Toronto
- Saison 2021-2022 de la LHJMQ
- Saison 2022-2023 de la LHJMQ
- Grand Prix cycliste de Montréal 2022
- Grand Prix cycliste de Québec 2022
- Tournoi du Canada de rugby à sept 2022

#### L'année 2022 au Canada par province ou territoire
- 2022 en Colombie-Britannique
- 2022 au Manitoba
- 2022 en Nouvelle-Écosse
- 2022 au Nouveau-Brunswick
- 2022 au Nunavut
- 2022 en Ontario
- 2022 au Québec
- 2022 en Saskatchewan
- 2022 à Terre-Neuve-et-Labrador
- 2022 aux Territoires du Nord-Ouest
- 2022 au Yukon

#### L'année 2022 dans le reste du monde
- L'année 2022 dans le monde
- 2022 en Afrique
- 2022 par pays en Amérique, 2022 aux États-Unis
- 2022 par pays en Asie
- 2022 en Europe, 2022 en Belgique, 2022 en France, 2022 en Grèce, 2022 en Italie, 2022 en Suisse
- 2022 par pays en Océanie
- 2022 par pays au Proche-Orient
- 2022 aux Nations unies